# William Gillespie
Pour les articles homonymes, voir Gillespie.
William Gillespie, né le 24 janvier 1894 à Aberdeen, et mort le 23 juin 1938  à Los Angeles, est un acteur britannique. 

## Filmographie partielle
- 1915 : The Runt de Colin Campbell
- 1917 : Move On de Billy Gilbert et Gilbert Pratt
- 1917 : Charlot policeman (Just Rambling Along) de Charlie Chaplin
- 1918 : A Gasoline Wedding d'Alfred J. Goulding
- 1918 : Photographe malgré lui (Look Pleasant, Please)
- 1919 : On n'entre pas (Ask Father) de Hal Roach
- 1919 : Amour et Poésie (Bumping into Broadway) de Hal Roach
- 1918 : Lui fait un beau mariage (Bride and Gloom) d'Alfred J. Goulding
- 1920 : Oh! La belle voiture ! (Get Out and Get Under) de Hal Roach
- 1921 : La Chasse au renard (Among Those Present) de Fred C. Newmeyer
- 1922 : Et puis ça va (Dr. Jack) de Fred C. Newmeyer et Sam Taylor
- 1923 : Cœurs givrés (Frozen Hearts) de J. A. Howe
- 1923 : La Sirène de midi (The Noon Whistle) de George Jeske
- 1923 : Cœurs givrés (Frozen Hearts) de J. A. Howe
- 1924 : Why Men Work de Leo McCarey
- 1924 : Trempé jusqu'aux os (All Wet) de Leo McCarey
- 1924 : The Poor Fish de Leo McCarey
- 1925 : Innocent Husbands de Leo McCarey
- 1925 : Looking for Sally de Leo McCarey
- 1925 : Le Piège à maris (Chasing the Chaser) de Stan Laurel
- 1925 : Quelle vie ! (Isn't Life Terrible?) de Leo McCarey
- 1925 : Le Mariage de Dudule (Should Sailors Marry?) de James Parrott
- 1925 : Laughing Ladies de James W. Horne
- 1925 : Le Piège à rats (The Rat's Knuckles) de Leo McCarey
- 1925 : Is Marriage the Bunk? de Leo McCarey
- 1926 : Madame Mystery de Richard Wallace et Stan Laurel
- 1926 : Wandering Papas de Stan Laurel
- 1926 : Stop, Look and Listen de Larry Semon
- 1926 : Exit Smiling de Sam Taylor
- 1927 : Les Forçats du pinceau (The Second Hundred Years) de Fred Guiol
- 1929 : Son Altesse Royale (Double Whoopee) de Lewis R. Foster
- 1929 : Y a erreur ! (Wrong Again) de Leo McCarey
- 1931 : Laurel et Hardy campeurs (One Good Turn) de James W. Horne
- 1932 : Livreurs, sachez livrer ! (The Music Box) de James Parrott